# Diocesi di Santarém
La diocesi di Santarém (in latino: Dioecesis Santaremensis in Lusitania) è una sede della Chiesa cattolica in Portogallo suffraganea del patriarcato di Lisbona. Nel 2022 contava 225.600 battezzati su 276.700 abitanti. È retta dal vescovo José Augusto Traquina Maria.

## Territorio

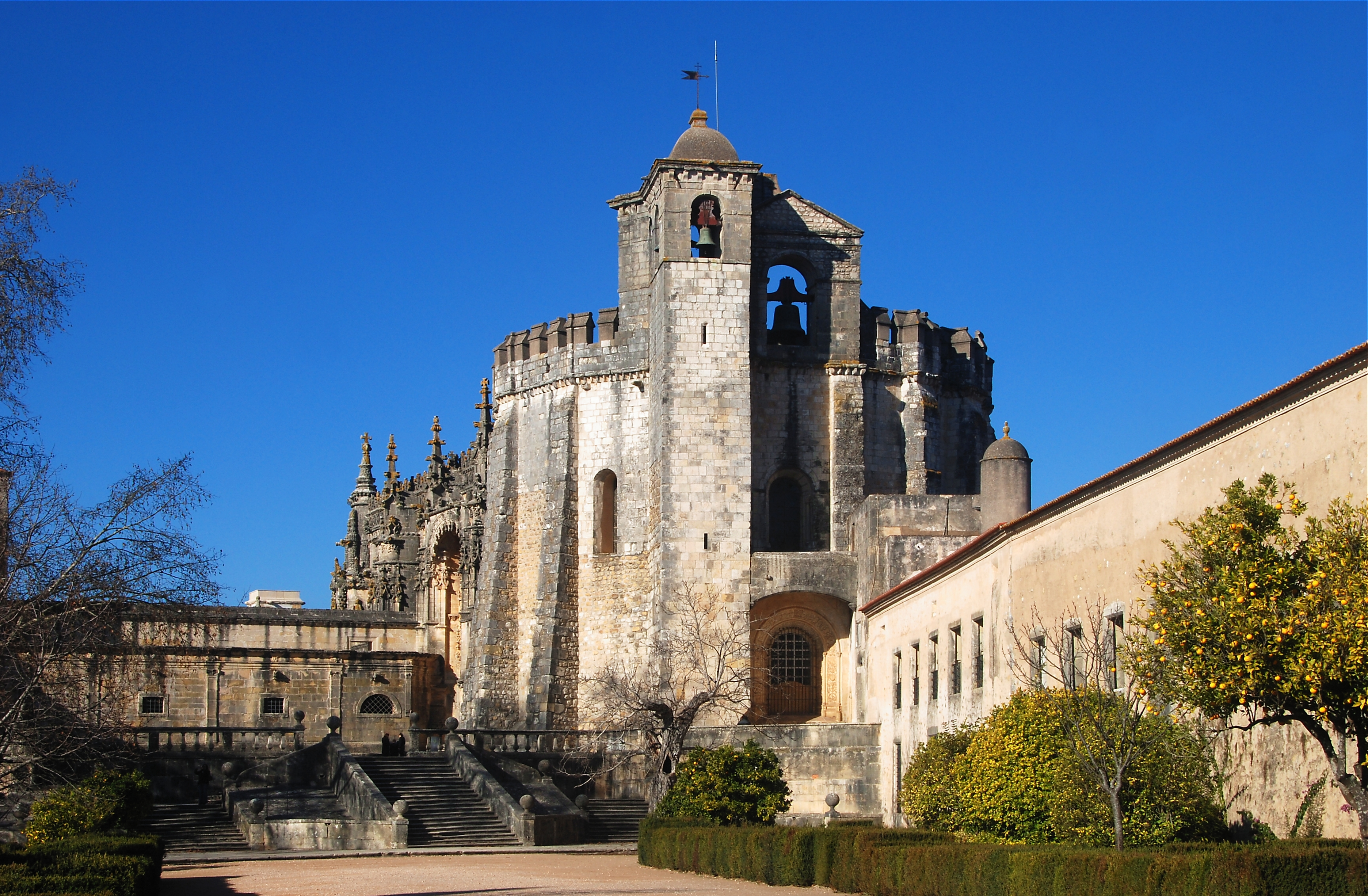
Il convento dell'Ordine di Cristo di Tomar, del XII secolo, patrimonio dell'umanità.

La diocesi comprende tredici dei ventuno comuni del distretto di Santarém: Santarém, Alcanena (tranne alcune frazioni), Almeirim, Alpiarça, Cartaxo, Chamusca, Entroncamento, Golegã, Rio Maior, Salvaterra de Magos, Tomar, Torres Novas e Vila Nova da Barquinha.
Sede vescovile è la città di Santarém, dove si trova la cattedrale dell'Immacolata Concezione.
Il territorio si estende su 3.202 km² ed è suddiviso in 113 parrocchie, raggruppate in 7 vicariati: Tomar, Torres Novas, Entroncamento, Almeirim, Santarém, Alcanena e Rio Maior.

## Storia
La diocesi è stata eretta il 16 luglio 1975 con la bolla Apostolicae Sedis consuetudinem di papa Paolo VI, ricavandone il territorio dal patriarcato di Lisbona. Fu eretta a cattedrale la chiesa dell'ex collegio dei gesuiti, che dal 1780 fungeva da cappella del seminario patriarcale, annesso alla chiesa.
Nella bolla di erezione il nome ecclesiastico della diocesi era quello di Dioecesis Scalabitana, in riferimento all'antico nome della città, Escalabis. Tuttavia, già a partire dalla nomina del primo vescovo la diocesi è chiamata Dioecesis Santaremensis in Lusitania.
Santarém è nota per il miracolo eucaristico avvenuto nel 1247. L'ostia miracolosa è oggi conservata nella chiesa di Santo Stefano, chiamata anche "Santuario del Santissimo Miracolo" (Santíssimo Milagre).

## Cronotassi dei vescovi
Si omettono i periodi di sede vacante non superiori ai 2 anni o non storicamente accertati.
- António Francisco Marques, O.F.M. † (16 luglio 1975 - 28 agosto 1997 deceduto)
- Manuel Pelino Domingues (27 gennaio 1998 - 7 ottobre 2017 ritirato)
- José Augusto Traquina Maria, dal 7 ottobre 2017

## Statistiche
La diocesi nel 2022 su una popolazione di 276.700 persone contava 225.600 battezzati, corrispondenti all'81,5% del totale.
| anno | popolazione | popolazione | popolazione | presbiteri | presbiteri | presbiteri | presbiteri                | diaconi | religiosi | religiosi | parrocchie |
| anno | battezzati  | totale      | %           | numero     | secolari   | regolari   | battezzati per presbitero | diaconi | uomini    | donne     | parrocchie |
| ---- | ----------- | ----------- | ----------- | ---------- | ---------- | ---------- | ------------------------- | ------- | --------- | --------- | ---------- |
| 1980 | 261.800     | 277.900     | 94,2        | 84         | 68         | 16         | 3.116                     |         | 35        | 135       | 102        |
| 1990 | 277.000     | 295.000     | 93,9        | 72         | 62         | 10         | 3.847                     |         | 12        | 186       | 67         |
| 1999 | 245.000     | 284.434     | 86,1        | 75         | 67         | 8          | 3.266                     |         | 9         | 165       | 110        |
| 2000 | 245.000     | 285.000     | 86,0        | 75         | 68         | 7          | 3.266                     |         | 8         | 160       | 110        |
| 2001 | 245.000     | 285.000     | 86,0        | 76         | 69         | 7          | 3.223                     |         | 8         | 155       | 111        |
| 2002 | 245.000     | 285.000     | 86,0        | 72         | 66         | 6          | 3.402                     |         | 7         | 150       | 111        |
| 2003 | 245.000     | 285.000     | 86,0        | ?          | ?          | 6          | ?                         |         | 7         | 155       | 111        |
| 2004 | 250.000     | 285.000     | 87,7        | 71         | 65         | 6          | 3.521                     | 2       | 8         | 160       | 111        |
| 2010 | 240.000     | 300.000     | 80,0        | 73         | 67         | 6          | 3.287                     | 9       | 8         | 150       | 112        |
| 2014 | 253.300     | 306.400     | 82,7        | 66         | 55         | 11         | 3.837                     | 9       | 13        | 134       | 112        |
| 2017 | 235.000     | 293.500     | 80,1        | 66         | 54         | 12         | 3.560                     | 17      | 14        | 141       | 113        |
| 2020 | 233.900     | 285.300     | 82,0        | 60         | 51         | 9          | 3.898                     | 16      | 10        | 110       | 113        |
| 2022 | 225.600     | 276.700     | 81,5        | 50         | 44         | 6          | 4.512                     | 16      | 8         | 113       | 113        |